# Adrianus Antonius Cornelis Maria van Iersel
Adrianus Antonius Cornelis Maria van Iersel (Raamsdonk, 9 mei 1887 – Doetinchem, 17 april 1974) was een Nederlands politicus. 
Hij werd geboren als zoon van Arnoldus Wilhelmus Joseph van Iersel (1862-1919 leerlooier en bierbrouwer) en Maria Catharina Antonia de Bont (1862-1943). Hij was de gemeente-ontvanger van Stratum voor hij in 1913 de gemeentesecretaris van Hooge en Lage Zwaluwe werd. Van Iersel werd in 1917 benoemd tot burgemeester van Noordwijkerhout. De Duitsers gaven hem vanaf 1944 meerdere keren de opdracht om arbeidskrachten te leveren en na een nieuwe oproep in september 1944 dook hij onder. Gerhard Musegaas, de NSB-burgemeester van Noordwijk, werd daarna tijdelijk aangesteld in Noordwijkerhout en in maart 1945 werd deze daar ook als burgemeester benoemd. Na de bevrijding keerde Van Iersel terug in zijn oude functie. Hij ging midden 1952 met pensioen en overleed in 1974 op 86-jarige leeftijd. 